# La Ville-du-Bois
La Ville du Bois é uma comuna francesa situada a vinte e três quilômetros a sudoeste de Paris, no departamento do Essonne na região da Ilha de França.
Seus habitantes são chamados de Urbisylvains.

## Toponímia
Villa Bosci.
A comuna foi fundada em 1793 sob o nome da Ville du Bois, o artigo foi adicionado em 1801 no Bulletin des lois.

## História
Originalmente, uma simples aldeia de Nozay, que dependia da castelania de Marcoussis até a Revolução. Esta minúscula aldeia se constituiu no cruzamento da floresta de Aqualina (floresta de Yveline) e na floresta de Séquigny (floresta de Sainte-Geneviève-des-Bois), se nomeou Villa Bosci.
Há alguns anos atrás, ferramentas feitas de sílex talhadas, foram encontradas nos campos pelos agricultores. Depois nos cartulários do priorado de Longpont, nos revela o nome de Boscis Guildonis Adegavensus; isto é, o Bosque do Senhor Guy de Anjou. Ele vai crescer no cruzamento das grandes estradas gaulesas, indo de Villejust a Montlhéry e de Marcoussis a Ballainvilliers passando por Nozay. Na borda da grande via que liga Lutécia a Orleans.
Foi apenas no século XIV em uma admissão de enumeração destinada ao rei Carlos VI da França o Louco datada de 30 de setembro de 1386, que aparece o nome de La Ville-du-Bois, na seguinte forma: "Feudo realizado por Jean de La Neuville de Nozay e de La Ville du Bois". A vila é assim chamada Nozay-La Ville du Bois até a Revolução.

## Geminação
La Ville-du-Bois tem desenvolvido associações de geminação com :
- Tirschenreuth (Alemanha), desde 2001, em alemão Tirschenreuth, localizada a 744 km[4].

Ela também desenvolveu uma parceria com Bollnäs na Suécia.

## Personalidades ligadas à comuna
- Constantin Andréou (1917-2007), pintor e escultor viveu lá.
- Ambroise Paré (1510-1590), cirurgião, viveu ali.
- Jacques Tati (1907-1982), ator e cineasta.